# Rosemary Lowe-McConnell
Rosemary Helen Lowe-McConnell (Liverpool, 24 de junio de 1921 – Ditchling, 22 de diciembre de 2014) fue una bióloga, ictióloga y limnóloga que, trabajando en las aguas tropicales de África y América del Sur, se hizo pionera en la investigación y estudio de peces tropicales y en la utilización del submarinismo en sus investigaciones. También es conocida por sus trabajos en el grupo de peces tilapia y acuicultura. Entre sus múltiples contribuciones científicas destaca su libro "Fish Communities in Tropical Fresh Waters" (Comunidades de peces en aguas dulces tropicales) publicado en 1987.

## Biografía
Rosemary Helen Lowe-McConnell, hija de Mary y Harold Lowe (subdirector de educación), creció en Grassendale, cerca de Mersey. Comenzó sus estudios en la escuela de Howell, Denbigh, antes de ingresar en la Universidad de Liverpool, donde continuó sus estudios de postgrado y doctorado. Su fascinación por África vino de su abuela, una bióloga que entregó a su nieta sus libros de historia de la naturaleza. Manifestó pronto su interés por el entorno y disfrutaba bajando a las orillas del Mersey para observar a las bandadas de aves zancudas. Su familia tenía una gran variedad de mascotas, desde insectos palo hasta un burro, y su padre tenía un acuario con peces tropicales en la mesa del teléfono.
De pequeña soñaba con ser una exploradora en África, porque además, era bastante intrépida. Amaba la aventura, el espíritu de investigación y la habilidad para lidiar con condiciones adversas, y mantendría ese espíritu durante el resto de su vida.
Tras completar su grado en zoología y botánica en la Universidad de Liverpool, Rosemary se unió a un equipo de la "Freshwater Biological Association" (FBA) en Windermere, Cumbria, donde participó en varios proyectos encaminados a producir comida en tiempos de guerra procedente de aguas dulces. Cuando intentó acceder al Servicio Colonial para una posición como entomologista, fue informada de que no empleaban a mujeres. El departamento de nuevas especies de peces tropicales, sin embargo, no tenía tales limitaciones, y en 1945 dejó su lugar actual por África, para embarcarse en una expedición para la EAFRO (East Áfrican Fisheries Research Organisation). Rosemary iría a Malawi, para establecer un laboratorio en el lago de Nyasaland, ahora lago Malawi, y continuar así la investigación sobre pesca iniciada en 1938. Los peces cíclidos del lago eran una fuente vital de proteínas para la población de la región, se necesitaba un programa de pesca sostenible. Allí pasó tres años, trabajando la mayor parte del tiempo en arduas condiciones y casi siempre sola, salvo por la ayuda local y de los hombres dedicados a la pesca, de los cuales apreciaba mucho sus conocimientos y habilidades. A pesar de las duras condiciones y de su soledad trabajando en la noche tropical, describió esa época como algo "muy divertido". Esta diversión resultó en la publicación de una serie de artículos seminales sobre la biología de las tilapias y su pesca.
En 1947, regresó a Inglaterra para escribir su reportaje sobre Malawi, para volver a África un año más tarde. Como miembra fundadora de la EAFRO, se estableció en Jinja como investigadora oficial en el "British Overseas Research Service". El objetivo de esta investigación fue, una vez más, el estudio de la biología y pesca potencial de las tilapias en los lagos de la África Este. Una tarea que llevó a cabo con una habilidad y perspicacia remarcable.
Rosemary permaneció en África durante 12 años, trabajando para varias organizaciones e instituciones como "Natural History Museum", recogiendo y registrando peces, así como estudiando la pesca en el Lago Alberto, Turkana y Tanganyika y el río Pagani de Tanzania. Investigaba los ciclos y hábitos de alimentación de los peces, sus estrategias de vida, métodos de crianza y cómo se entendían varias especies entre sí. Durante un breve tiempo, fue la directora interina de la EAFRO.
En 1953 conoció al geólogo Richard McConnell, con el que se casó el mismo año. Se mudaron al protectorado de Bechuanaland (actualmente Botsuana). Entre 1954 y 1956 la pareja estuvo inmersa en la historia de la naturaleza de Botswania, Richard como geólogo, y Rosemary coleccionando peces. Su preciada colección de peces está incluida en el "Natural History Museum" de Londres, donde iba a convertirse en una asociada de larga duración. En 1957, Richard fue reclutado para dirigir el un estudio geológico en la Guayana Británica, y a Rosemary se le proporcionó apoyo a dicha investigación más el estipendio de un dólar al año por parte del Departamento de Agricultura y Pesca de la Guayana Británica para llevar a cabo encuestas de peces en algunas de las regiones más remotas y menos estudiadas del país. Su trabajo, una vez más, resultó fundamental y reveló, entre muchas otras cosas, la enorme diversidad y la complejidad ecológica de las comunidades de peces en Rupununi, un sistema de llanuras de gran inundación y remoto en la frontera de la Guayana Británica, Surinam y Brasil. Ella también se dedicó al estudio, examen y publicaciones sobre los peces marinos de la costa del país.
En 1955, Rosemary describió cuatro nuevas especies y subespecies de tilapias en el lago Jipe y los tramos superiores e inferiores del río Pangani, en Kenia y Tanzania. También produjo el primer relato del cambio fisiológico del crecimiento de la reproducción de tilapias en estanques (siguiendo los estudios de campo pioneros de Worthington acerca de "Oreochromis niloticus", la tilapia del Nilo, en el lago Alberto). En 1959, publicó un importante artículo sobre las diferencias entre las tilapias de que crecen con sustratos  y las que crecen en la boca, el cual fue usado por Ethelwynn Trewavas, su amiga y mentora. como base para la división de los peces de tilapia en distintos géneros.
Richard se retiró profesionalmente en 1962 y la pareja regresó a Inglaterra, donde Rosemary se convirtió en asociada del Museo Británico en Londres. Pero siguió participando en estudios de campo tanto en Sudamérica como en África. Durante las siguientes cuatro décadas, la mayor parte del tiempo la dedicó a la pequeña oficina que tenía en el Museo Británico y que compartía con su amiga Ethelwynn Trewavas, trabajando en sus extensas colecciones y sintetizando años de cuidadoso estudio en ambos continentes. Estaba muy contento con el gran flujo constante de personas estudiantes e investigadoras que visitaban la sección de pesca del museo. A pesar de ser un periodo destinado a una gran productividad en su trabajo, con la publicación de muchos artículos e informes influyentes, siempre tuvo tiempo para estudiantes y demás visitantes, mostrando siempre una cálido y acogedor trato.
Su trabajo en el campo no concluyó ahí. Visitó vastos embalses de África Occidental, como el lago Kariba o el lago Volta, a finales de los años sesenta, y en 1968 fue la ictióloga en la Expedición Xavantina-Cachimbo en el noreste de Mato Grosso, Brasil, dirigida por la "Royal Geographical Society". En dicho país, presentó informes sobre bagres y gimnotoides, al mismo tiempo que se maravillaba de las aves, insectos y plantas de esta región. Una década más tarde, viajó al lago Gatún en Panamá, donde se habían introducido especies "Cichla ocellaris" en las aguas. Además, organizó una serie de simposios sobre estudios de los peces y desempeñó un papel importante para establecer la acuicultura de la tilapia. Creía que esta especie era una fuente vaiosa como alimento en los países en vía de desarrollo y promovió su producción con las administraciones pesqueras de la "United Nations Food and Agriculture Organisation" y la "International Centre for Living Aquatic Resources Management", más conocido como "World Fish Centre".
En 1995, como consultora independiente, ayudó a visibilizar el daño ecológico que se estaba infligiendo a las poblaciones de peces del Lago Victoria en el África Oriental, una desaparición de poblaciones del conjunto de 300 especies de cíclidos, muchas únicas en su hábitat. Rosemary achacó la culpa a la perca carnívora del Nilo, pero también a la sedimentación. Se estimaba que unas 200 especies del lago estaban ya extintas.
Rosemary murió pacíficamente el 22 de diciembre de 2014 en St. George's Park, Ditchling, Inglaterra. A pesar de una salud mermada, "Ro", como la conocían sus personas queridas y compañeras profesionales, mantuvo siempre un fabuloso sentido del humor y un espíritu generoso, entreteniendo siempre a las personas que acudían como invitadas a su casa de Sussex durante su última época.

## Principales contribuciones
Escribió más de 60 artículos académicos y publicó varios libros, incluyendo "Fish Communities in Tropical Fresh Waters" (Comunidades de peces en aguas frescas tropicales) en 1975, y "The Tilapia Trail: The Life Story of a Fish Biologist" (El sendero de la tilapia: La historia de vida de una bióloga de peces) en 2006. Como curiosidad, en este último libro, señalaría la peculiaridad de las señales de tráfico en África (como aquellas que advierten de elefantes errantes).
Además de sus artículos y libros, participó en numerosos trabajos de colaboración, los cuales cubrían temas como la especificación en ambientes tropicales, los impactos de lagos artificiales en la dinámica de las comunidades de peces, la unificación de conceptos en ecología o el funcionamiento de los ecosistemas de agua dulce. Está considerada una integrante del grupo de personas fundadoras del campo de la ecología de peces tropicales.

## Premios y reconocimientos
En 1997 fue galardonada con el premio de la Medalla Linneana de Zoología por la Sociedad Linneana de Londres, una sociedad con la que disfrutó mucho y en la que fue elegida como miembra y posteriormente seleccionada como vicepresidenta en 1967.
Fue la primera editora de la Revista Biológica de la Sociedad Linneana y miembra de la Asociación de Biología Tropical.